# Илюзионистът
„Илюзионистът“ (на английски: The Illusionist) е френски анимационен филм от 2010 година на режисьора Силвен Шоме, по негов сценарий, адаптиран от сценарий на режисьора Жак Тати от 1956 г.
В центъра на сюжета е възрастен френски илюзионист, който, преживявайки с трудност заради упадъка на вариететата в средата на XX век, попада в Шотландия, където провинциално момиче е впечатлено от номерата му, които смята за истински.
„Илюзионистът“ е номиниран за „Оскар“ и печели „Сезар“ за анимационен филм.